# Cuyamel Fruit Company

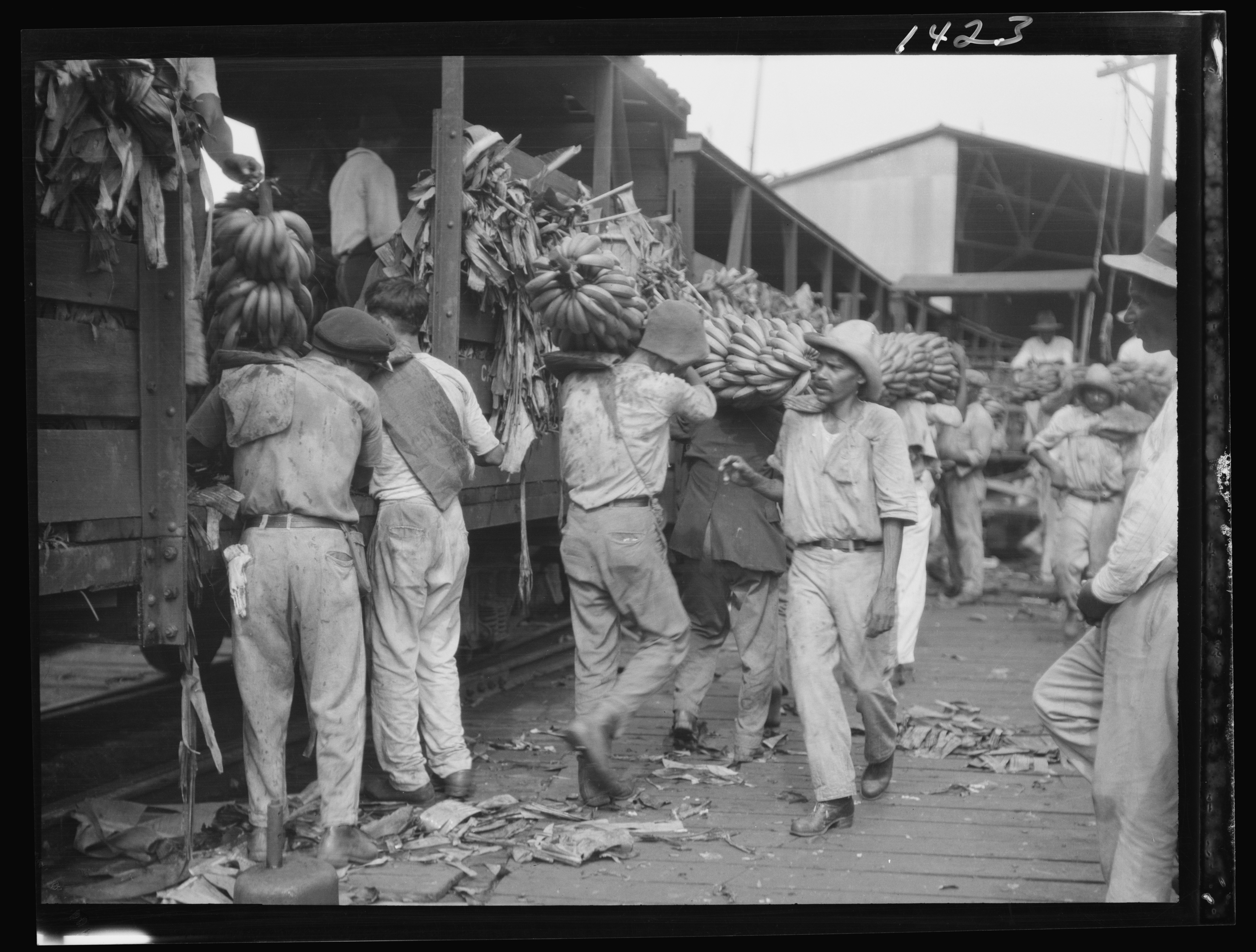
Descarga de bananas en Nueva Orleans.

Cuyamel Fruit Company fue una empresa estadounidense radicada en Honduras a principios del siglo XX, de sus miles de acres de tierra producía bananas y azúcar que eran exportados a los mercados internacionales.

## Historia
Samuel Zemurray era un ejecutivo de la United Fruit Company luego de hacer su fortuna compró en 1910 nada más y nada menos que 5,000 acres de tierra (20 Kilómetros) a lo largo del río Cuyamel en Honduras, su principal visión era fundar una compañía para la exportación del banano la cual organizó en 1911 con el nombre de Cuyamel Fruit Company. En 1916 la Cuyamel Fruit Co. como la United Fruit Co. impusieron formas de pago antojadizas en abierta contradicción con las leyes de Honduras y la United iba más allá pretendía pagar salarios cada cuarenta días mediante Decreto n.º 93 el empresario Zemurray obtuvo una concesión para la construcción de un ferrocarril desde Puerto Cortés hasta la localidad de Mata de Guineo en 1918 y en 1920 el gobierno de Honduras entregó el Ferrocarril Nacional de Honduras a la Compañía Agrícola de Sula cuyo mayor accionista y propietario era el empresario Roberto Fasquelle (íntimo amigo de Zemurray), esta compañía subsidiaria de la Cuyamel Fruit Co. admitió el contrato de arrendamiento y pasando así al control total a los intereses de Zemurray.
Para 1923 la Cuyamel Fruit Company fue incorporada en Delaware, a pesar de muchas reuniones de sus ejecutivos en Nueva Orleans. En Honduras contaba con una oficina gestora la “Cortés Company” como de otras filiales “Bluefields Company”, “Empresa de Transporte” y “Empresa Azucarera Sula”. Al año siguiente 1924 los activos combinados de estas empresas afiliadas ascendían a US 3,97 millones de dólares. En 1925 Cuyamel Fruit Co. Emitió US 5 millones de dólares en bonos de oro de primera hipoteca a pagar en quince años, fondo del negocio realizó por Lehman Brothers, Goldman Sachs & Company, AG Becker & Company, Ames y Emerich & Company éstos bonos tenían la intención de ser retirados con US 3 millones de dólares en bonos emitidos del 7.5 % para comprar tierras en Úlua, y amortizar la deuda capital, aumentando el trabajo. Sucedió que en 1924 la Cuyamel Fruit Co llegó a importar la inmensa cantidad de 6.600.000 tallos de banano a los Estados Unidos de América.
En 1924 Barron`s atribuyó el “efectivo éxito” de la Cuyamel Fruit Company al amor por los estadounidenses al plátano, de hecho en la década de los años 1920 esta empresa la segunda mayor vendedora de plátanos y otras frutas tropicales en el mundo, sólo después de la United Fruit Company.
Para 1927 Cuyamel Fruit Co. Importó 9.000.000 de tallos de plátano, más del 14 % del total de 61 millones importados a los Estados Unidos ese mismo año. Dos años después (1929) el presidente de la Cuyamel Fruit Company míster Samuel Zemurray vendió las propiedades y los activos de las empresas a la United Fruit Company (UFCO) a cambio de 300 mil acciones valuadas en US$ 31 millones de dólares, la United Fruit con este buen negocio reforzó su posición en el mercado americano del banano.

## Honduras,República bananera
La histórica economía en Honduras comenzó en 1899 cuando los Vaccaro Bros Society junto a los D`Antoni formaron en Boston la “Vaccaro Brothers & Co". y vieron en el país un lugar donde depositar sus empresas a partir de 1903 en la administración del general Manuel Bonilla les diese concesiones para que explotaran de manera masiva el rubro del banano, en La Ceiba fundaron un banco y otras empresas fabricantes de diversos productos. La compañía cambio de nombre a denominarse Standard Fruit Company. Más tarde llegaría la United Fruit Company, que hizo de este país centroamericano una “república bananera” y con la aparición del empresario Samuel Zemurray quien fundase la Cuyamel Fruit Co.
En 1916 el Cónsul estadounidense acreditado en Honduras manifestó: “…El territorio controlado por la Cuyamel Fruit Company es un estado en sí mismo, dentro de otro estado…alberga a sus empleados, cultiva plantaciones, opera ferrocarriles, terminales, líneas de vapores, sistemas de agua potable, plantas eléctricas, comisariatos, clubes…”
Sobre todo, estas empresas utilizaron los medios que les fueran necesarios para la explotación de la mano de obra. Hiller V. Rolston lugarteniente de Zemurray que luego se convirtió en uno de los dueños de la United Fruit Co. lo evidenció en una carta que envió a uno de sus abogados, es así como nace la famosa Carta Rolston, escrita el 20 de julio de 1920. Que en su parte medular dice. “debemos producir un desgarramiento en la incipiente economía de este país, para aumentar sus dificultades, y se faciliten nuestros propósitos. Debemos prolongar su vida trágica, tormentosa y revolucionaria, el viento solo debe soplar a nuestras velas, y sus aguas humedecer no más que nuestras quillas. Estamos pues en el punto de partida, tú conoces mejor los hombres que yo. A tu llegada te mostraré una lista de las tierras que debemos obtener, si es posible, de inmediato; debemos parar el Goodel en “El Bográn state, vamos a forjarnos un plan bien estudiado para su desarrollo.”
Las compañías transnacionales fruteras norteamericanas pusieron al país bajo su dominio, aunque ello contribuyera al desarrollo general de la nación, el producto era muy bien respaldado y de calidad, por lo que se cultivaron más tierras, se desarrollaron las zonas portuarias en el Mar Caribe, hicieron de Puerto Cortés y de San Pedro Sula unas zonas de población industrial importante y en frecuente desarrollo debido al ferrocarril, a las inmigraciones y la colocación de plantas eléctricas instaladas que fueron un potencial despegue en la economía y transporte del país.